# Odrimont Challenger 1989
L'Odrimont Challenger 1989 è stato un torneo di tennis facente parte della categoria ATP Challenger Series nell'ambito dell'ATP Challenger Series 1989. Il torneo si è giocato a Odrimont in Belgio dal 14 al 20 agosto 1989 su campi in terra rossa.

## Vincitori

### Singolare
Bart Wuyts ha battuto in finale  Olivier Soules con il punteggio di 0–6, 6–3, 6–1

### Doppio
Xavier Daufresne /  Denis Langaskens hanno battuto in finale  Per Henricsson /  Srinivasan Vasudevan con il punteggio di 6–4, 6–2